# Polyscias cissodendron
Polyscias cissodendron là một loài thực vật có hoa trong Họ Cuồng cuồng. Loài này được (C.Moore & F.Muell.) Harms miêu tả khoa học đầu tiên năm 1894.